# Jim Montgomery
Jim Montgomery (n. 24 ianuarie 1955, Madison, SUA) este un înotător ce a reprezentat Statele Unite ale Americii, medaliat olimpic. Montgomery a fost primul bărbat care a depășit bariera de 50 de secunde (49,99) în proba de 100 de metri liber, la Jocurile Olimpice de vară din 1976 de la Montreal, Quebec, unde a câștigat trei medalii de aur și una de bronz.